# كارل هيلم
كارل هيلم (بالألمانية: Karl Helm)‏ هو أستاذ جامعي ألماني، ولد في 19 مايو 1871 في كارلسروه في ألمانيا، وتوفي في 9 سبتمبر 1960 في ماربورغ في ألمانيا.